# Lookin' to Get Out
Lookin' to Get Out is een Amerikaanse filmkomedie uit 1982 onder regie van Hal Ashby.

## Verhaal
Twee gokkers moeten zo snel mogelijk weg zien te komen uit New York, omdat een van hen veel geld heeft verloren. Ze gaan naar Las Vegas in de hoop dat ze daar meer geluk zullen hebben.

## Rolverdeling
| Acteur              | Personage                |
| ------------------- | ------------------------ |
| Jon Voight          | Alex Kovac               |
| Ann-Margret         | Patti Warner             |
| Burt Young          | Jerry Feldman            |
| Bert Remsen         | Smitty                   |
| Jude Farese         | Harry                    |
| Allen Keller        | Joey                     |
| Richard Bradford    | Bernie Gold              |
| Stacey Pickren      | Rusty                    |
| Samantha Harper     | Lillian                  |
| Fox Harris          | Harvey                   |
| Marcheline Bertrand | Meisje in de terreinauto |
| Clyde Kusatsu       | Parkeerwachter           |
| Larry Flash Jenkins | Parkeerwachter           |
| Roger Rook          | Pokerspeler              |
| Bill Borsella       | Pokerspeler              |